# Ídolo-falange

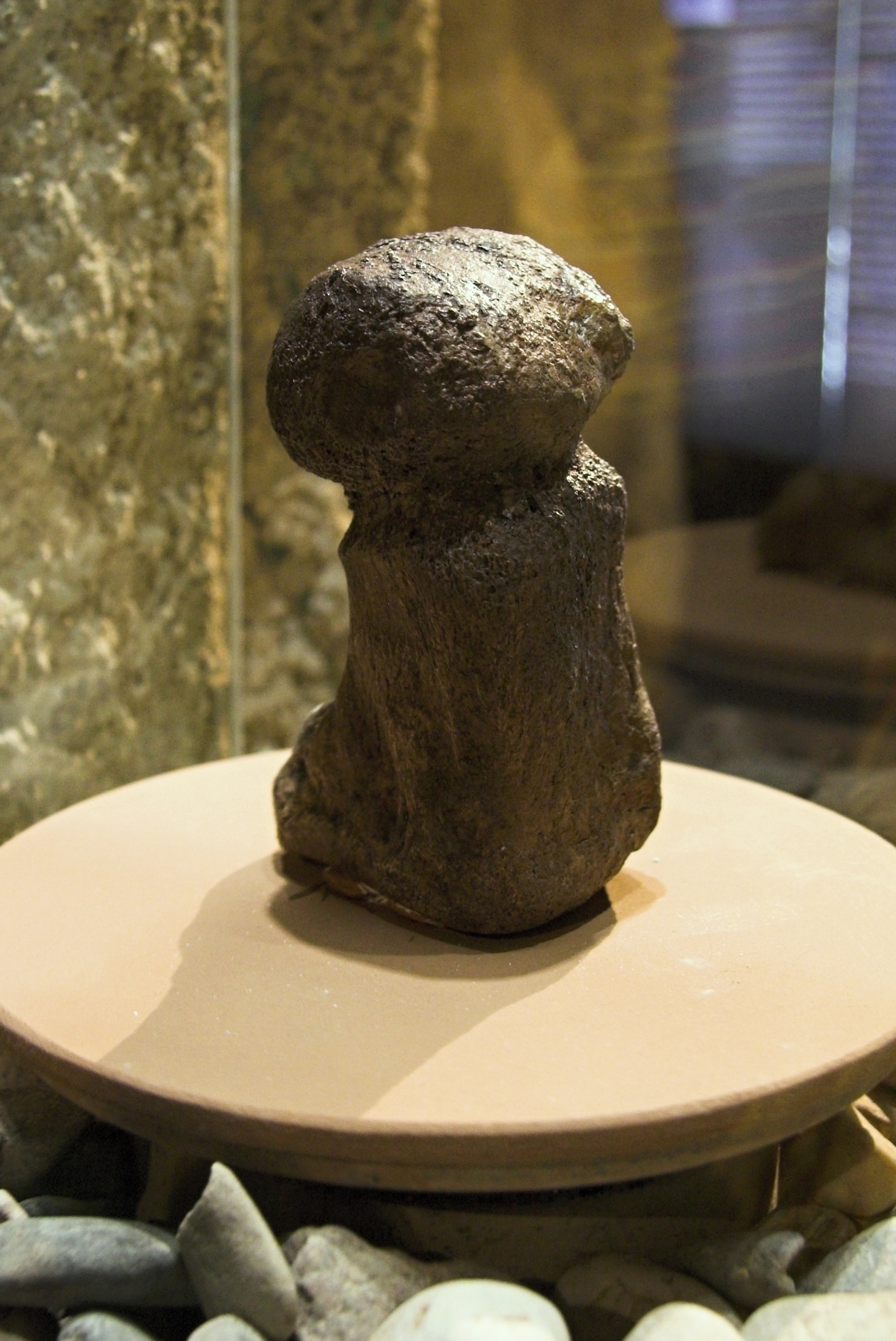
Estatua de mujer realizado con una falange de un mamut.

Los ídolos-falange o ídolos sobre falange (también ídolos-tibia) son ídolos realizados con huesos del pie (falange) de ungulados, en su mayoría caballos, pero también ciervos. Adornados (oculos, triángulo púbico y patrón de onda) o sin adornos, en parte con restos de pintura roja (Trigaches), aparecen como hallazgos del Neolítico / Edad del Cobre en España y en menor número en Portugal (Castro de Olelas, Gruta da Bugalheira). 

Falanges en el pie

En muchas de las falanges, las protuberancias debajo de las articulaciones se eliminan. Esto hace que la forma sea más estilizada y la cabeza del ídolo sobresalga más. De esta forma el aspecto se parece más al de los ídolos de piedra, que predominan en el sureste de la península ibérica.  
La superficie de algunas falanges sin adornos está muy corroída. La decoración de las falanges es similar. Los motivos son: el llamado par de ojos (con una corona radiante), el triángulo púbico grabado en Les Blanquiares de Lébor y la línea ondulada. Este último motivo cubre en algunos casos casi todo el cuerpo del ídolo y se cierra en la parte posterior (Bugalheira, Olelas, S. Martinho). En otros (Bugalheira 2, Carenque, Vila Nova de S. Pedro) cubre la mitad superior de la falange como único motivo. También se han encontrado falanges decoradas en los Países Bajos y en Orkney.
Rudolf Maier rechaza la primacía de los ídolos de piedra y la imitación secundaria de estos como ídolos-falanges. Sin embargo, de momento, los hallazgos portugueses son demasiado pequeños para permitir llegar a tales conclusiones de forma independiente de los hallazgos del sudeste. La aplicación del triángulo púbico indica que las falanges también pueden entenderse como un torso femenino, especialmente porque este simbolismo también se puede encontrar en cerámicas parecidas a falanges del Tholos del Monte Outeiro. 